# 尚宣

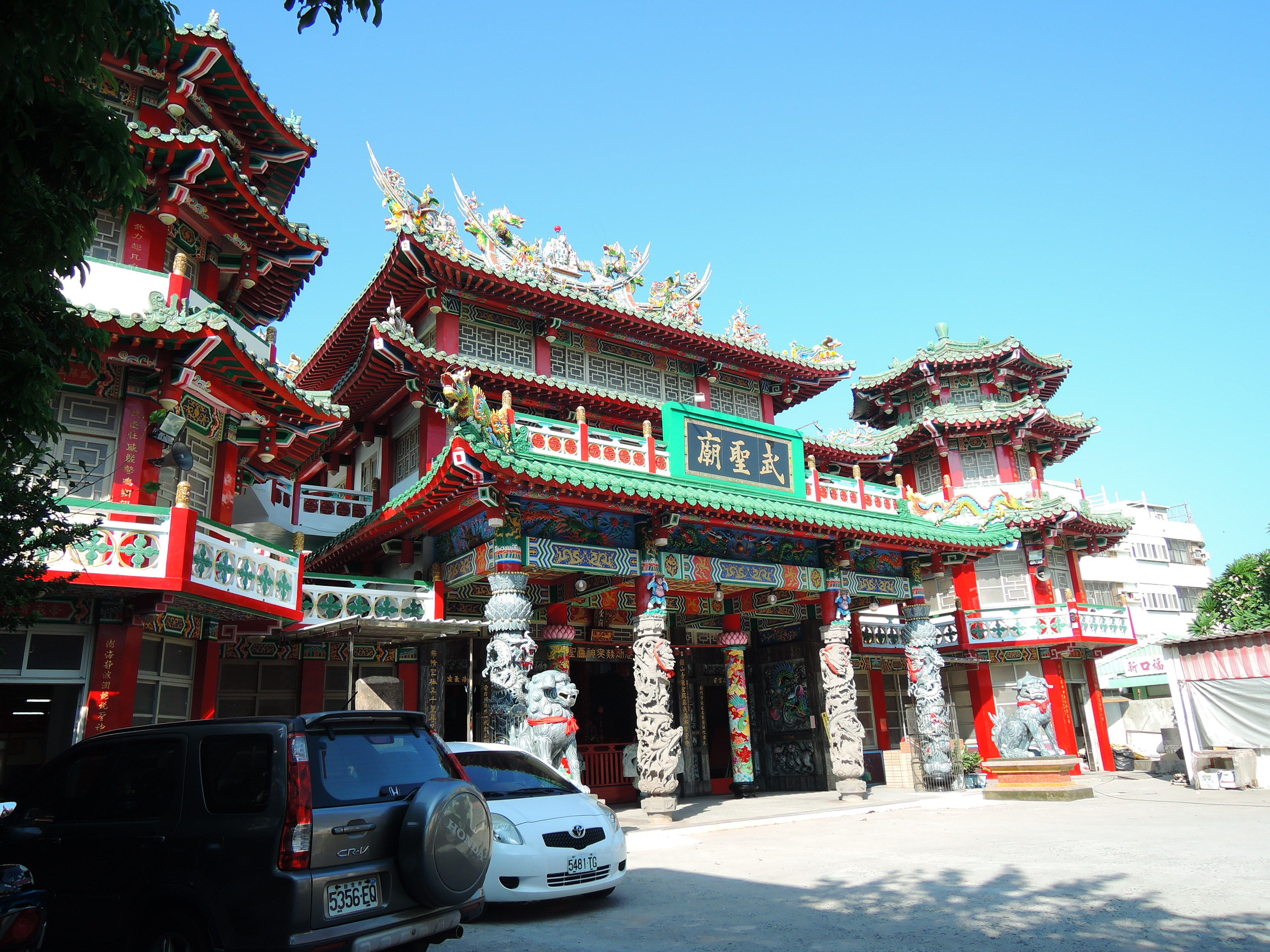
澎湖關帝廟建築外觀，攝於2019年。

尚宣（？—？）為中國清朝武官官員，本籍直隸。

## 生平
尚宣於1695年（康熙34年）奉旨接替王國興，於澎湖群島擔任澎湖水師協副將。而隸屬台灣鎮之下的此官職職等為正二品，是台灣清治時期的這階段，扼守台灣海峽的重要武將，並統帥兩標水營，數千名水師兵勇。1698年，尚宣任滿後升任直隸三屯協副將。
康熙36年（1697年），尚宣於澎湖天后宮西側，肇建澎湖武聖廟。（光緒朝才遷移至紅木埕地區）